# Louisiana Wing Civil Air Patrol
A Louisiana Wing Civil Air Patrol (LAWG) é uma das 52 "alas" (50 estados, Porto Rico e Washington, D.C.) da "Civil Air Patrol" (a força auxiliar oficial da Força Aérea dos Estados Unidos) no Estado do Louisiana. A sede da Louisiana Wing está localizada na cidade de Baton Rouge. A Louisiana Wing consiste em mais de 700 cadetes e membros adultos distribuídos em 17 locais espalhados por todo o Estado.
A ala da Louisiana é membro da Região Sudoeste da CAP juntamente com as alas dos seguintes Estados: Arizona, Arkansas, New Mexico, Oklahoma e Texas.

## Missão
A Civil Air Patrol tem três missões: fornecer serviços de emergência; oferecer programas de cadetes para jovens; e fornecer educação aeroespacial para membros da CAP e para o público em geral.

## Serviços de emergência
A CAP fornece ativamente serviços de emergência, incluindo operações de busca e salvamento e gestão de emergência, bem como auxilia na prestação de ajuda humanitária.
A CAP também fornece apoio à Força Aérea por meio da realização de transporte leve, suporte de comunicações e levantamentos de rotas de baixa altitude. A Civil Air Patrol também pode oferecer apoio a missões de combate às drogas.
Em 2005, a Louisiana Wing participou dos esforços de recuperação após o furacão Katrina. Pelo menos 94 membros seniores da Louisiana Wing ofereceram um total de 604 homens-dia, e cinco cadetes participaram por 28 dias. Pilotos, observadores e scanners de missões da Louisiana participaram de 433 missões aéreas de busca e salvamento e de fotografia aérea, totalizando 1.025 horas no ar.

## Programas de cadetes
A CAP oferece programas de cadetes para jovens de 12 a 21 anos, que incluem educação aeroespacial, treinamento de liderança, preparo físico e liderança moral para cadetes.

## Educação Aeroespacial
A CAP oferece educação aeroespacial para membros do CAP e para o público em geral. Cumprir o componente de educação da missão geral da CAP inclui treinar seus membros, oferecer workshops para jovens em todo o país por meio de escolas e fornecer educação por meio de eventos públicos de aviação.

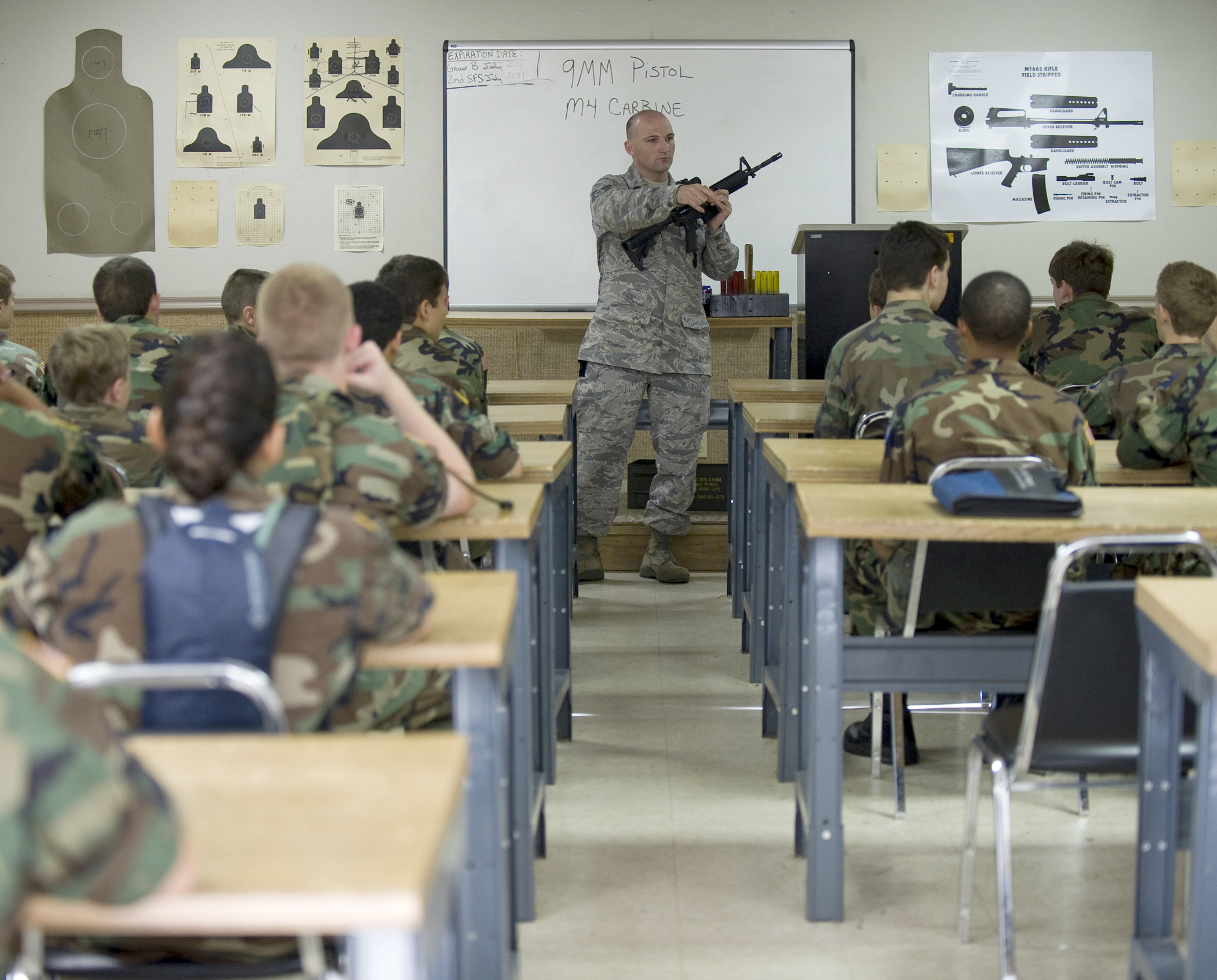
Tech. Sgt. Lee Thompson instrui cadetes da Louisiana Wing sobre a carabina M-4 durante uma aula.

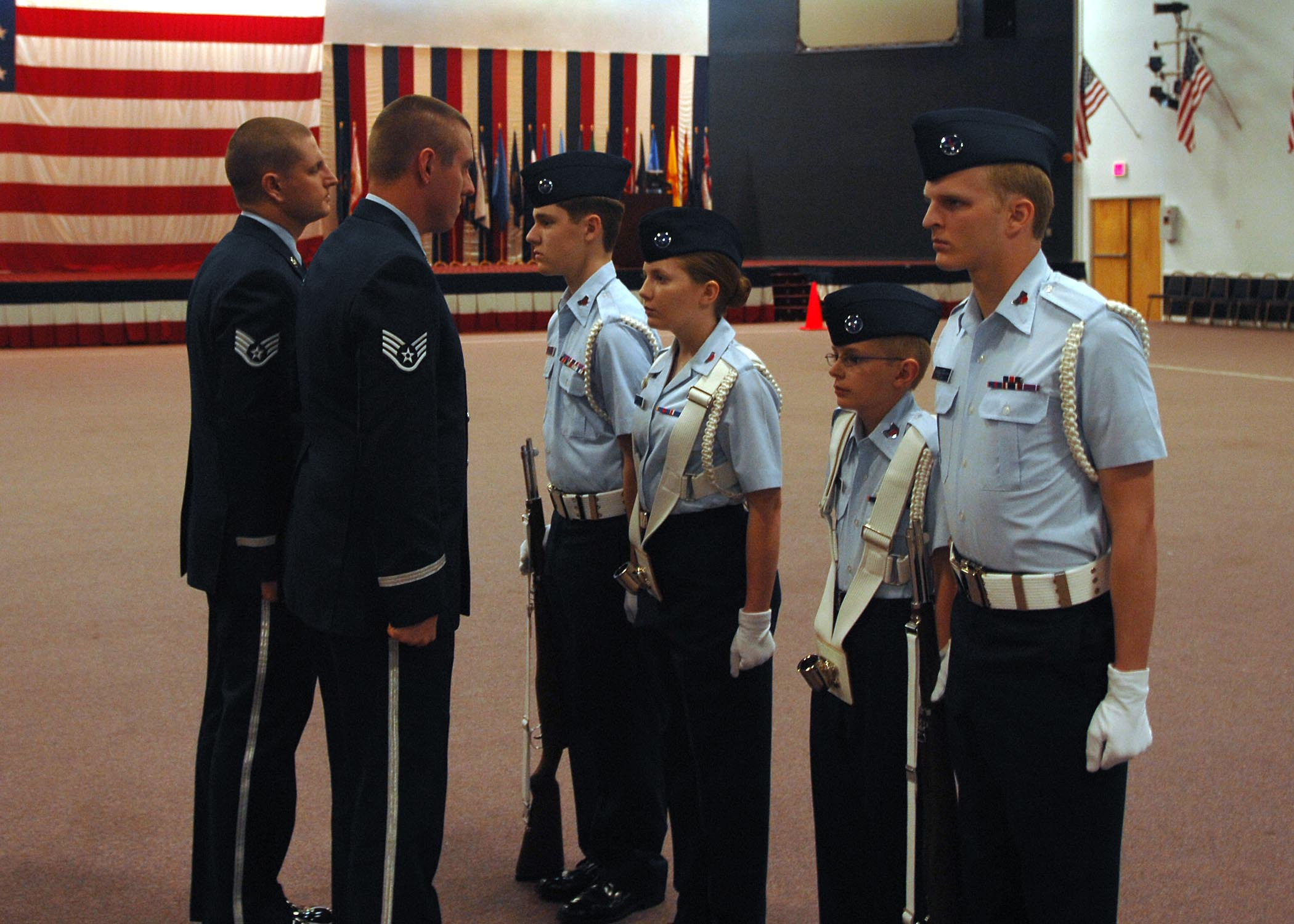
Equipe de "Guarda Bandeira" da Louisiana Wing é inspecionada por membros da Guarda de Honra de Barksdale.

## Organização
| Designação | Nome do Esquadrão                           | Localização              |
| ---------- | ------------------------------------------- | ------------------------ |
| LA005      | Barksdale Composite Squadron                | Barksdale Air Force Base |
| LA007      | Lake Charles Composite Squadron             | Lake Charles             |
| LA008      | Hammond Composite Squadron                  | Hammond                  |
| LA009      | Tangipahoa Composite Squadron               | Kentwood                 |
| LA010      | Capitol City Composite Squadron             | Baton Rouge              |
| LA013      | Shreveport Senior Squadron                  | Shreveport               |
| LA014      | Lafayette Composite Squadron                | Lafayette                |
| LA019      | General Claire L. Chennault Senior Squadron | Monroe                   |
| LA022      | Ascension Parish Composite Squadron         | Gonzales                 |
| LA067      | Central Louisiana Composite Squadron        | Alexandria               |
| LA076      | Billy Mitchell Senior Squadron              | New Orleans              |
| LA086      | Alvin Callendar Composite Squadron          | Lakefront Airport        |
| LA088      | St. Tammany Composite Squadron              | Bush                     |
| LA089      | St. Mary Parish Composite Squadron          | Patterson                |
| LA093      | Pontchartrain Composite Squadron            | Kenner                   |
| LA095      | Leesville Composite Squadron                | Leesville                |
| LA966      | Green Flag East Flight                      | Alexandria               |
| LA999      | Louisiana State Legislative Squadron        | Denham Springs           |

## Proteção legal
Os membros da CAP que estão empregados dentro das fronteiras da Louisiana têm direito a uma licença de seu local de trabalho, até quinze dias por ano civil, para participar de missões ou treinamento da CAP, sem perda de remuneração, tempo, férias anuais ou classificação de eficiência.